# Єзьори-Великі
Єзьори-Великі (пол. Jeziory Wielkie, нім. Groß Seehofen) — село в Польщі, у гміні Занемишль Сьредського повіту Великопольського воєводства.
Населення — 359 осіб (2011).
У 1975-1998 роках село належало до Познанського воєводства.

## Демографія
Демографічна структура станом на 31 березня 2011 року:
|          | Загалом | Допрацездатний вік | Працездатний вік | Постпрацездатний вік |
| -------- | ------- | ------------------ | ---------------- | -------------------- |
| Чоловіки | 198     | 45                 | 146              | 7                    |
| Жінки    | 161     | 29                 | 104              | 28                   |
| Разом    | 359     | 74                 | 250              | 35                   |